# Nikolaj Berdjajev

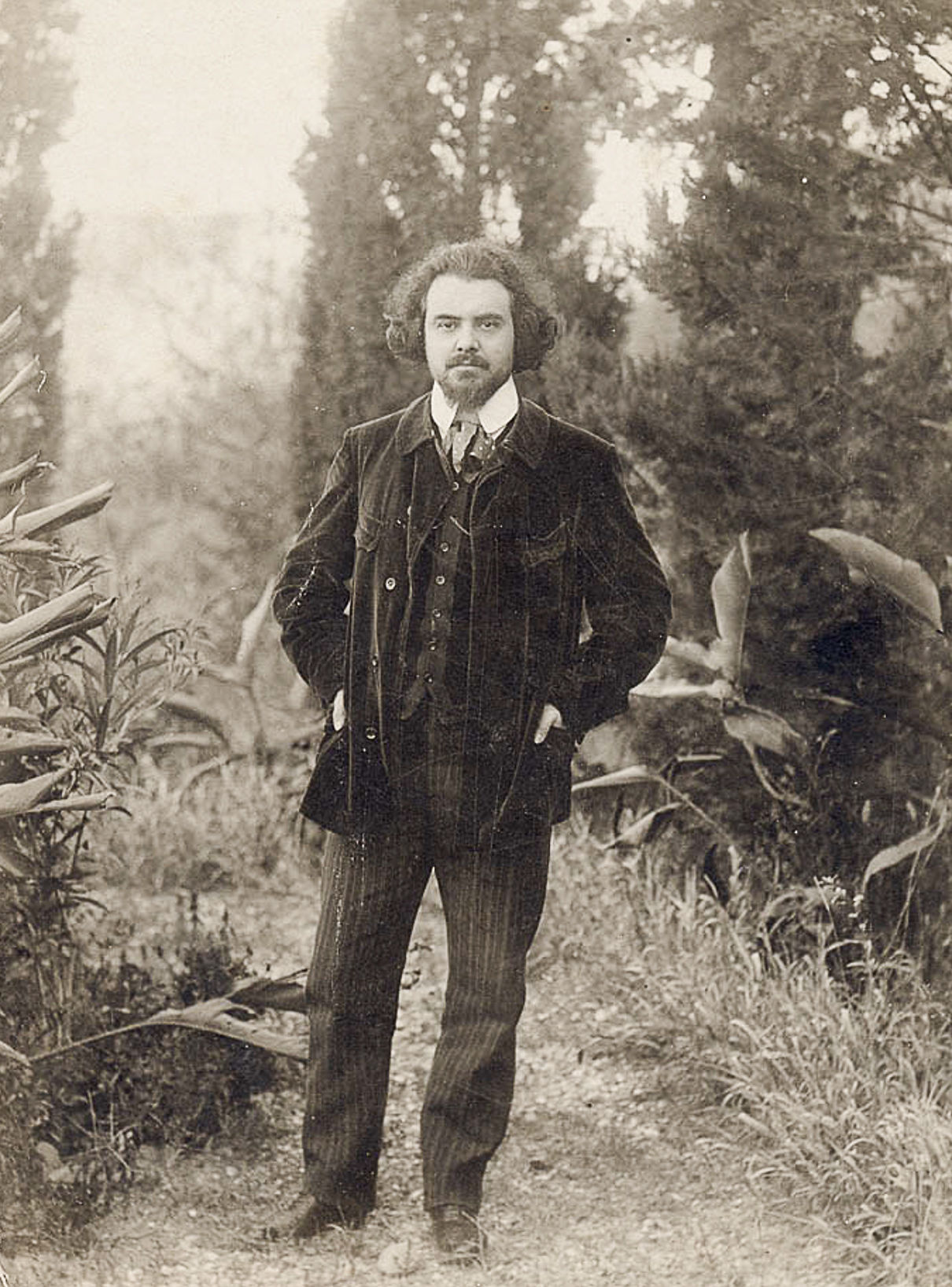
Nikolaj Berdjajev in 1912

Nikolaj Aleksandrovitsj Berdjajev, ook wel  Nicolas Berdiaeff, (Russisch: Никола́й Алекса́ндрович Бердя́ев) (Kiev, 6 mei 1874 – Clamart, 23 maart 1948) was een Russisch cultuur- en godsdienstfilosoof.
Berdjajev stamde uit een adellijk geslacht. Hij studeerde aan de Universiteit van Kiev en was onder het regime van de tsaar herhaaldelijk in verband met zijn politieke opvattingen en activiteiten als marxist gevangengenomen. In 1898 werd hij voor twee jaar naar Siberië verbannen. Hoewel marxist, onderschreef hij ook toen al niet het materialisme. Na de eeuwwisseling brak hij met het politiek marxisme, maar bleef wel de waarde inzien van het sociale element van het marxisme. Aan de Universiteit van Sint-Petersburg studeerde hij vervolgens filosofie. Vele van zijn publicaties verschenen in het Frans.
Na zijn studie stichtte Berdjajev de Academie voor Geestescultuur.
In de filosofie van Berdjajev staat de betekenis van de menselijke persoon centraal. Waarden die hiermee samenhangen, zoals existentie, geest, vrijheid enzovoort, zijn primair. Op de tweede plaats komen pas het lichamelijke, het gedetermineerde zijn en het zijn zelf. Berdjajev verzet zich tegen de objectivering van de mens, met name in de maatschappij. De mens moet vrij zijn en vrij zijn om te scheppen. In wezen wijkt zijn filosofie niet af van het existentialisme, zij het dat het bij Berdjajev allemaal typisch Russisch gekleurd is. In zijn filosofisch werk is veel invloed te bespeuren van de Russische wijsgeer Vladimir Solovjov en de schrijver Fjodor Dostojevski, de schrijver/christelijke ethicus Leo Tolstoj en de kerkvaders Gregorius van Nyssa en Augustinus. Op sociaal vlak is bij Berdjajev een invloed van Karl Marx en Thomas Carlyle te bespeuren.
In 1917 verwelkomde hij de Russische Revolutie omdat deze een einde maakte aan het staatsabsolutisme. Hij hoopte dat er een nieuwe spirituele opleving zou plaatsvinden. Na de Oktoberrevolutie werd Berdjajev aangesteld als hoogleraar filosofie aan de Staatsuniversiteit van Moskou. Zijn kritiek op het communisme, en dan met name op de uitwassen ervan, leidde tot zijn uitzetting uit Rusland. Hij vestigde zich in Berlijn waar hij een Academie voor Filosofie en Religie oprichtte. In 1924 vestigde hij zich in Parijs, waar zich veel Russische emigranten bevonden. Hij vatte onder meer voet in de kring rondom Esprit, het blad van Mounier.
Vanuit Parijs verzette hij zich tegen het verregaande collectivisme en mechanisme omdat dit in zijn ogen de vrijheid van het individu aantast. Berdjajev trad naar voren zowel als bestrijder van het staatsabsolutisme, als van totalitaire ideeën (zoals nationaalsocialisme, fascisme en communisme). Desondanks zag hij weinig waarde in de democratie, maar wel in een soort corporatisme. Overigens was hij weer geen corporatist in de gewone zin van het woord, vanwege zijn acceptatie van een bepaalde vorm van christen-socialisme (een personalistische variant) en zijn onvermoeibare strijd tegen het collectivisme.

## Brave New World
De Britse schrijver Aldous Huxley voorzag zijn dystopische roman Brave New World van een citaat van Berdjajev ontleend aan een passage in een van zijn werken over utopie en vrijheid.

## Publicaties (selectie)
- Royaume de l'esprit et royaume de César (1951)
- De l'Esprit bourgeois (1949)
- Le Sens de l'histoire (1948)
- Progrès technique et progrès moral (1948)
- Le Sens de l'histoire (1948)
- Au seuil de la nouvelle époque (1947)
- Dialectique existentielle du divin et de l'humain (1947)
- De l'Esclavage et de la liberté de l'homme (1946)
- Essai de métaphysique eschatologique (1946)
- Spirit and reality (1946)
- Études sur J. Boehme (1945)
- Problème du communisme (1939)
- Christentum und Antisemitismus, das religiöse Schicksal des Judentums (1939)
- The Fate of man in the modern world (1938)
- Constantin Léontieff (1938)
- Les Sources et le sens du communisme russe (1938)
- Solitude and society (1938)
- Le communisme et les chrétiens (1937)
- Die menschliche Persönlichkeit und die überpersönlichen Werte (1937)
- Sinn und Schicksal des russischen Kommunismus, ein Beitrag zur Psychologie und Soziologie des russischen Kommunismus (1937)
- Christentum und Klassenkampf (1936)
- Cinq méditations sur l'existence (1936)
- Von der Würde des Christentums und der Unwürde der Christen (1936)
- The Meaning of history (1936)
- Freedom and the spirit (1935)
- De la Destination de l'homme, essai d'éthique paradoxale (1935)
- Das Schicksal des Menschen in unserer Zeit (1935)
- Von der Bestimmung des Menschen, Versuch einer paradoxalen Ethik (1935)
- Das Schicksal des Menschen in unserer Zeit (1935)
- Christianisme et réalité sociale (1934)
- Problème du communisme (1933)
- The End of our time. Together with an essay on the 'General line' of Soviet philosophy (1933)
- Christianity and class war (1933)
- Esprit et Liberté. Essai de philosophie chrétienne (1933)
- L'Homme et la Machine (1933)
- Le Christianisme et la Lutte des classes (1932)
- Le Marxisme et la religion (1931)
- The Russian Revolution (1931)
- De la Dignité du christianisme et de l'indignité des chrétiens (1931)
- Vérité et mensonge du communisme (1931)
- Un nouveau moyen âge, réflexions sur les destinées de la Russie et de l'Europe (1930)
- Die Philosophie des freien Geistes, Problematik und Apologie des Christentums (1930)
- L'Orient et l'Occident (1930)
- L'esprit de Dostoïevski (1929)
- Le Marxisme et la religion (La Religion comme instrument de domination et d'exploitation) (1929)
- Sur la dignité du christianisme et l'indignité des chrétiens (1928)
- Der Sinn des Schaffens, Versuch einer Rechtfertigung des Menschen, 1801-1816 (1927)
- Un nouveau moyen âge (1927)
- L'âme russe (1927)
- Das neue Mittelalter, Betrachtungen über das Schicksal Russlands und Europas (1927)
- Der Sinn der Geschichte, Versuch einer Philosophie des Menschengeschickes (1925)
- Die Weltanschauung Dostojewskijs (1925)
- Constantin Léontieff, un penseur-religieux russe du dix-neuvième siècle (1925)

### Vertaald in het Nederlands
- Slavernij en vrijheid (1947)
- Mens en machine (1946)
- Van de waardigheid des Christendoms en de onwaardigheid der Christenen (1937)
- De Bestemming van den mensch in onzen tijd (1936)

- Bibsys: 90156852
- Biblioteca Nacional de Chile: 000040830
- Biblioteca Nacional de España: XX916141
- Bibliothèque nationale de France: cb11935745k (data)
- Catàleg d'autoritats de noms i títols de Catalunya: 981058610715606706
- CiNii: DA00780260
- Gemeinsame Normdatei: 118509276
- International Standard Name Identifier: 0000 0001 2100 6530
- Library of Congress Control Number: n80036735
- Nationale Bibliotheek van Letland: 000027404
- Bibliotheek van het Japanse parlement: 00432964
- Nationale Bibliotheek van Tsjechië: jn19990210101
- Nationale bibliotheek van Australië: 35663027
- Nationale Bibliotheek van Israël: 987007258413105171
- Nationale Bibliotheek van Polen: a0000001178229
- Nationale en Universitaire bibliotheek Zagreb: 000006460
- Nederlandse Thesaurus van Auteursnamen: 068445776
- Réseau des bibliothèques de Suisse occidentale: 02-A000018459
- Russische Staatsbibliotheek: 000079455
- LIBRIS: 40022
- SNAC: w60s2s01
- Système universitaire de documentation: 026719843
- Trove: 1032023
- Virtual International Authority File: 36926249
- WorldCat: E39PBJkxKTRhcMVvCVCj4M9qwC